# Nina Makarowa
Nina Władimirowna Makarowa (Makarowa-Chaczaturian), ros. Нина Владимировна Макарова (ur. 12 sierpnia 1908 w Jurinie w gubernii niżnonowogrodzkiej, obecnie Republika Mari El, zm. 18 lipca 1976 w Moskwie) – rosyjska kompozytorka i pianistka. Zasłużona Działaczka Sztuki RFSRR (1975).
Ukończyła Niżnonowogrodzkie Technikum Muzyczne (w 1927), Konserwatorium Moskiewskie (w 1936) i studia podyplomowe na tej uczelni u Nikołaja Miaskowskiego(w 1938). Od 1933 była żoną Arama Chaczaturiana. Wraz z mężem skomponowała m.in. muzykę do sztuk Baśń o prawdzie Margarity Aligier (1947) i Wiosenny strumień Julija Czepurina (1953). Samodzielnie napisała m.in. sonatę na skrzypce (1934), symfonię d-moll (1938), sześć etiud na fortepian (1938), Kantatę dla Mołotowa na solistów, chór i orkiestrę (1940), cykle pieśni na motywach wierszy Aleksandra Puszkina i Szoty Rustawelego, opery Męstwo (1948, niedokończona) i Zoja (1963). Pochowana na Cmentarzu Nowodziewiczym w Moskwie. Jest patronką szkoły muzycznej w Jurinie.